# Golfo de Manar

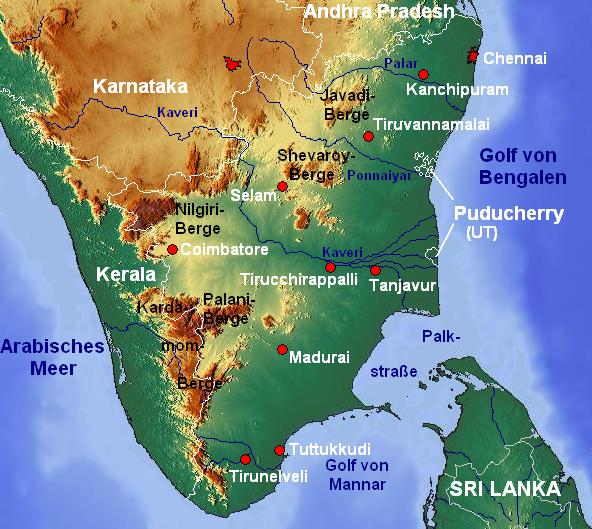
Localização do golfo de Manar

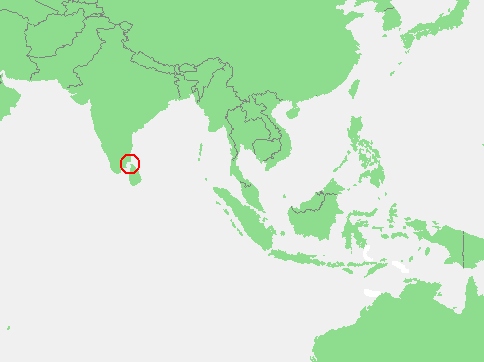
Localização do golfo de Manar

O golfo de Manar (em tâmil:  மன்னார் வளைகுடா) (em cingalês:  මන්නාරමි ‌බොක්ක é um grande golfo de águas pouco profundas e que integra o mar das Laquedivas no oceano Índico, entre a costa sudeste da Índia e a costa noroeste do Sri Lanca. 
Há no golfo de Manar uma série de ilhas denominada ponte de Adão, ou Ramsethu, que inclui a ilha de Manar, separando o golfo de Manar da baía de Palk, ficando esta a norte. Os estuários do rio Thamirabarani do sul da Índia, e do rio Aruvi Aru, do Sri Lanca, drenam para este golfo.